# Prins Maurits Weeshuis
Het Prins Maurits Weeshuis is een monumentaal pand aan de Brouwerstraat in de Overijsselse plaats Blokzijl, dat tot 1928 dienst heeft gedaan als weeshuis.

## Beschrijving
Al in 1676 werd op de hoek van de Brouwerstraat en de Wortelmarkt een weeshuis gesticht. Twee huizen werden daartoe samengevoegd en vormden gezamenlijk het nieuwe weeshuis van Blokzijl, dat tot 1873 dienst heeft gedaan. In 1873 werd het oude weeshuis vervangen door een nieuw gebouw op dezelfde plaats. In het eclectisch vormgegeven gebouw zijn neoclassicistische elementen te onderscheiden. In 1928 verliet de laatste wees het gebouw en daarmee verloor het pand zijn oorspronkelijke bestemming. Sinds die tijd heeft het achtereenvolgens dienstgedaan als verenigingsgebouw van de hervormde kerk, kunstgalerie en museum. In 1980 kreeg het gebouw opnieuw een andere bestemming en werd er een restaurant gevestigd.
Op een gevelsteen, die in 1873 bij de nieuwbouw werd geplaatst door de hervormde predikant Nicolaas Kamp staat de tekst te lezen: "Uit liefde door liefde tot liefde".